# Mongolia en los Juegos Paralímpicos de Pekín 2008
Mongolia estuvo representada en los Juegos Paralímpicos de Pekín 2008 por cuatro deportistas, tres mujeres y un hombre.

## Medallistas
El equipo paralímpico mongol obtuvo las siguientes medallas:
| Nombre                    | Deporte       | Evento                              |
| ------------------------- | ------------- | ----------------------------------- |
| Oro                       |               |                                     |
| Dambadondoguiin Baatarjav | Tiro con arco | Recurvo individual de pie masculino |
| Plata                     |               |                                     |
| —                         |               |                                     |
| Bronce                    |               |                                     |
| —                         |               |                                     |